# Dandy (videogioco 1986)
Dandy è un videogioco pubblicato nel 1986 per Amstrad CPC, Commodore 64 e ZX Spectrum dalla Electric Dreams Software, basato ufficialmente sul precedente Dandy realizzato da John H. Palevich per Atari 8-bit nel 1983, ma più simile al più noto Gauntlet del 1985.

## Modalità di gioco
Uno o due giocatori in contemporanea controllano rispettivamente i personaggi Sheba e Thor (differenti solo esteticamente) nell'esplorazione di 15 dungeon, labirinti di corridoi e stanze in muratura pieni di creature ostili e tesori. Ogni dungeon è un livello composto da diverse schermate fisse con visuale dall'alto, collegate orizzontalmente o verticalmente.
Ogni giocatore ha una sola vita e una quantità di energia che diminuisce lentamente col tempo oltre che con gli attacchi nemici. Ci si può muovere in tutte le 8 direzioni e sparare solo in orizzontale o verticale, con gittata e munizioni illimitate.
Si possono raccogliere e accumulare tre bonus: chiavi, che aprono indifferentemente qualsiasi porta ma si consumano dopo l'uso; tesori, che si possono spendere in cambio di energia; incantesimi, che quando lanciati hanno un effetto casuale (disorientamento, paralisi o morte) su tutti i nemici della schermata attuale. Il cibo ricarica direttamente l'energia quando raccolto. I propri proiettili possono anche distruggere i bonus da raccogliere o danneggiare l'altro giocatore.
I nemici sono di vari tipi, i più semplici e numerosi sono orde di ragni. Non è strettamente necessario ucciderli; non passano da una schermata all'altra, tuttavia quando si torna a una schermata già visitata in precedenza tutti i mostri che c'erano inizialmente vengono rigenerati.
I livelli sono divisi in tre gruppi e si può affrontare direttamente uno dei tre gruppi a scelta. Per superare un livello basta raggiungere l'uscita, ma solo se si raccolgono tutti i tesori si otterrà un indizio al termine del gruppo di dungeon, per risolvere un indovinello.